# 江东站 (平壤市)
江東站（韓語：강동역）是朝鮮民主主義人民共和國平壤江东郡的一個鐵路車站，属于平德线。

## 邻近车站
平德线
石廩站 - 江東站 - 百源站